# Eugen Sidorenco
Eugen Sidorenco (ur. 19 marca 1989 w Kiszyniówie, Mołdawska SRR) – mołdawski piłkarz, grający na pozycji prawego ofensywnego pomocnika lub środkowego napastnika, reprezentant Mołdawii.

## Kariera piłkarska

### Kariera klubowa
W 2007 rozpoczął karierę zawodową w Zimbru Kiszyniów. Latem 2012 wyjechał za granicę, gdzie bronił barw izraelskiego Hapoel Nacerat Illit. 27 czerwca 2013 przeszedł do rosyjskiego Tomu Tomsk. W 2014 roku został wypożyczony najpierw do Chimiku Dzierżyńsk, a następnie do Hapoelu Nacerat Illit.

### Kariera reprezentacyjna
26 maja 2010 zadebiutował w narodowej reprezentacji Mołdawii w meczu towarzyskim z Azerbejdżanem. Swojego pierwszego gola w reprezentacji strzelił w meczu Eliminacji Mistrzostw Świata 2014 z Polską
a mecz ostatecznie zakończył się remisem 1:1.

## Sukcesy i odznaczenia

### Sukcesy klubowe
- brązowy medalista Mistrzostw Mołdawii: 2012